# Рахманова, Христина Фёдоровна
Христина Фёдоровна Рахманова (около 1760 — 9 (21) марта 1827 года; урождённая Логинова) — русская актриса, артистка Петербургских Императорских театров.

## Биография
Муж Рахмановой — известный русский артист Сергей Ефимович Рахманов (1759—1810), который поначалу был драматическим актёром, а позже главным надзирателем театрального училища при дирекции Императорских театров.
Информации об этой, одной из самых первых драматических актрис русской сцены, сохранилось очень мало. Даже дата её смерти в источниках указывается по-разному: в одних — 1827, по другим — 1837, спор вызывает и её отчество, по другим сведениям она была Христиной Петровной.
Путь в актрисы она проходила вместе со своим будущим мужем Сергеем Ефимовичем Рахмановым, ещё юношей отобранным для сцены актёром И. И. Калиграфом в труппу Книпера, бывшего лекаря Воспитального дома, в числе других подростков Воспитательного дома. Вполне возможно, что и она сама тоже вышла из Востипательного дома, но доскональных подтверждений этому нет.
Сам театр Карла Книпера образовался в 1777 году. А когда, собственно, начала Христина Рахманова свою артистическую деятельность, в точности не известно, но в афишах Книперовского театра от 26 декабря 1779 года имя её встречается в опере М. А. Матинского «Санкт-Петербургский Гостиный Двор», где она играла роль свахи. Но в основном её амплуа были роли молоденьких любовниц.
1 сентября 1783 года весь театр Книпера со всем имуществом и штатом перешёл в структуру Дирекции Императорских театров. Актриса Христина Рахманова стала актрисой императорской труппы.
Актриса рассчитывала и на Императорской сцене занимать своё прежнее амплуа — молодых любовниц, но, несмотря на все старания руководителя труппы И. А. Дмитревского, непременно хотевшего сделать из неё актрису в «благородных» ролях, она не нравилась публике, и ей не разрешали играть в Эрмитаже. Только с течением времени, когда Рахманова немного постарела и в силу возраста была переведена на амплуа комических старух, она сразу заняла видное положение среди артистов Императорских театров. Тут же на неё было обращено внимание и императорской театральной дирекции, и театральных историографов.
В 1803 Рахманова получала 1200 рублей, а в 1810—1911 ей добавили ещё и 250 рублей квартирных. 1 декабря 1815 был дан её бенефис.
Она наследовала все роли Авдотьи Михайловны Михайловой. И современники сравнивали их игру, причем подчеркивали, что хотя в «Недоросле» её игра уступала Михайловой, но зато в ролях старых кокеток, как, например, в «Лизе» Ильина и во всех крестьянских и «сарафанных» ролях явно превосходила её, да и вообще всех современных петербургских артисток.
Критика о Христине Рахмановой:
- «Русская актриса, блестящая исполнительница пьес из русской народной жизни, одна из первых актрис, игравшая без декламации, крика, шаржирования. … Была характерной актрисой. Имела большой успех в ролях старых барынь и сварливых особ, обладала редким даром создавать образы простых крестьянских женщин»[2][3].
- «… была одарена редкою способностью перенимать и передавать ею виденное, и её артистическое дарование соответствовало не столько карикатурным ролям мольеровских комедий, как ролям в национальных пьесах, представляющих русский помещичий или крестьянский быт. … Особенный успех имела Р. в роли Сумбуровой в „Модной Лавке“ Крылова; роль Сумбурова в этой пьесе играл В. Ф. Рыкалов, лучший комик своего времени, и их совместная игра приводила зрителей в восторг. По словам С. П. Жихарева, они не только заставляли смеяться, но также заставляли поражаться той верностью, с какой они представляли своих персонажей. Вигель, мало ценивший русских актёров, говорит, однако, что Рахманова была забавна и оригинальна в изображении сварливых помещиц, типические черты которых — мелочную злость и ворчливость, происходившую от отсутствия дела и живых интересов в их скучной жизни, она передавала в совершенстве. По словам Р. Зотова, Р. была неподражаема в своем амплуа, особенно в национальных пьесах, и игра её была замечательно естественна. Вообще же эту артистку Зотов называет одним из театральных феноменов, которые весьма редко появляются на сцене»[1].

Тем не менее, кроме этих маленьких отзывов, о ней сохранилось мало воспоминаний.
На сцене Рахманова прослужила около 50 лет и скончалась 9-го марта 1827 года; похоронена на кладбище Большой Охты в Петербурге.
Известные её роли:
- 1806 — «Модная лавка» Крылова — Сумбурова (партнёр в роли Сумбурова В. Ф. Рыкалов)
- 1810 — «Ссора, или два соседа» А. А. Шаховского — жена станционного смотрителя Орефьевна
- «Богатонов, или провинциал в столице» Загоскина — Богатонова
- «Новый Стерн» А. Шаховского — Мельничиха Кузьминишна
- «Недоросль» Д. И. Фонвизина
- «Мнимый больной» Мольера